# Yax Nuun Ahiin I
Yax Nuun Ahiin I (zm. 404) – władca Tikál. Zasiadł na tronie w roku 379.